# Dmytro Chumak (halterófilo)
Dmytro Vitaliyovych Chumak –en ucraniano, Дмитро Віталійович Чумак– (Skadovsk, URSS, 11 de julio de 1990) es un deportista ucraniano que compite en halterofilia.
Ganó dos medallas en el Campeonato Mundial de Halterofilia, plata en 2018 y bronce en 2015, y tres medallas en el Campeonato Europeo de Halterofilia, entre los años 2017 y plata en el 2021. Participó en los Juegos Olímpicos de Río de Janeiro 2016, ocupando el sexto lugar en la categoría de 94 kg.

## Palmarés internacional
| Campeonato Mundial | Campeonato Mundial       | Campeonato Mundial | Campeonato Mundial |
| Año                | Lugar                    | Medalla            | Categoría          |
| ------------------ | ------------------------ | ------------------ | ------------------ |
| 2015               | Houston (Estados Unidos) | Medalla de bronce  | 94 kg              |
| 2018               | Asjabad (Turkmenistán)   | Medalla de plata   | 102 kg             |
| Campeonato Europeo |                          |                    |                    |
| Año                | Lugar                    | Medalla            | Categoría          |
| 2017               | Split (Croacia)          | Medalla de plata   | 94 kg              |
| 2019               | Batumi (Georgia)         | Medalla de oro     | 102 kg             |
| 2021               | Moscú (Rusia)            | Medalla de oro     | 109 kg             |